# Mosquer dels barrancs
El mosquer dels barrancs (Empidonax occidentalis) és un ocell de la família dels tirànids (Tyrannidae).

## Hàbitat i distribució
Habita els boscos de coníferes des del sud-est de Washington, sud-oest d'Alberta, nord-est d'Idaho, oest de Montana, Wyoming i oest de Dakota del Sud, cap al sud a les muntanyes, des de Cascades i Sierra Nevada, cap al sud a Mèxic a Oaxaca, Puebla i oest de Veracruz, i fins l'oest de Texas.